# Nihon Ad Systems
Nihon Ad Systems, Inc. (株式会社日本アドシステムズ Kabushiki-gaisha Nihon Ado Shisutemuzu?)
NAS para abreviar, es una empresa japonesa de producción de anime y de merchandising de personajes, filial al cien por cien de la agencia de publicidad Asatsu-DK. El "Ad" de su título es una abreviatura de "Animation Development". Junto con los estudios de animación Sunrise, Toei Animation y TMS Entertainment, es cofundador y accionista de la cadena de televisión japonesa de anime Animax.